# Sylvathelphusa
Sylvathelphusa is een geslacht van kreeftachtigen uit de klasse van de Malacostraca (hogere kreeftachtigen).

## Soorten
- Sylvathelphusa cavernicola Villalobos & Álvarez, 2013
- Sylvathelphusa kalebi Villalobos & Álvarez, 2013